# ماتیاس دورمیر
ماتیاس دورمیر (انگلیسی: Matthias Dürmeyer؛ زادهٔ ۱۷ آوریل ۱۹۹۰) بازیکن فوتبال اهل آلمان است.
از باشگاه‌هایی که در آن بازی کرده‌است می‌توان به باشگاه فوتبال یان رگنسبورگ اشاره کرد.